# Aleuritopteris ebenipes
Aleuritopteris ebenipes là một loài thực vật có mạch trong họ Adiantaceae. Loài này được X.C. Zhang miêu tả khoa học đầu tiên năm 1994.